# Jordan Bratman
Jordan Bratman, född 4 juni 1977, är en amerikansk musikproducent. Bratman gifte sig den 19 november 2005 i Napa Valley i Kalifornien med popstjärnan Christina Aguilera. De bodde tillsammans i Beverly Hills, Kalifornien. Paret separerade i september 2010. De har en son som föddes i januari 2008. Sonen har de döpt till Max Liron Bratman.